# Tysklands försvarschef
Tysklands försvarschef, formellt Bundeswehrs generalinspektör (tyska: Generalinspekteur der Bundeswehr), är den högsta yrkesmilitära befattningen i Förbundsrepubliken Tyskland.
Försvarschefen är chef för ledningsstaben (tyska: Führungsstab der Streitkräfte) som ingår i försvarsministeriet och utövar befäl över Bundeswehr, under försvarsministerns konstitutionella ansvar som innehavare av den högsta befälsrätten. Försvarsministeriet har säten i både Bonn (Hardthöhe) och i Berlin (Bendlerblock).
Samtliga befattningshavare har haft tjänstegraden som fyrstjärnig general eller amiral.

## Lista över befattningshavare
| Nr | Namn                                 | Porträtt | Tillträdde       | Avgick            | Försvarsminister                                                                    |
| -- | ------------------------------------ | -------- | ---------------- | ----------------- | ----------------------------------------------------------------------------------- |
| 1  | Adolf Heusinger (1897–1982)          |          | 1 juni 1957      | 31 mars 1961      | Franz Josef Strauss                                                                 |
| 2  | Friedrich Foertsch (1900–1976)       |          | 1 april 1961     | 31 december 1963  | Franz Josef Strauss Kai-Uwe von Hassel                                              |
| 3  | Heinz Trettner (1907–2006)           |          | 1 januari 1963   | 25 augusti 1966   | Kai-Uwe von Hassel                                                                  |
| 4  | Ulrich de Maizière (1912–2006)       |          | 25 augusti 1966  | 31 mars 1972      | Kai-Uwe von Hassel Gerhard Schröder Helmut Schmidt                                  |
| 5  | Armin Zimmermann (1917–1976)         |          | 1 april 1972     | 30 november 1976  | Helmut Schmidt Georg Leber                                                          |
| 6  | Harald Wust (1921–2010)              |          | 21 december 1976 | 11 december 1978  | Georg Leber Hans Apel                                                               |
| 7  | Jürgen Brandt (1922–2003)            |          | 12 december 1978 | 31 mars 1983      | Hans Apel Manfred Wörner                                                            |
| 8  | Wolfgang Altenburg (född 1928)       |          | 1 april 1983     | 30 september 1986 | Manfred Wörner                                                                      |
| 9  | Dieter Wellershoff (1933–2005)       |          | 1 oktober 1986   | 30 september 1991 | Manfred Wörner Rupert Scholz Gerhard Stoltenberg                                    |
| 10 | Klaus Naumann (född 1939)            |          | 1 oktober 1991   | 8 februari 1996   | Gerhard Stoltenberg Volker Rühe                                                     |
| 11 | Hartmut Bagger (född 1938)           |          | 8 februari 1996  | 31 mars 1999      | Volker Rühe Rudolf Scharping                                                        |
| 12 | Hans-Peter von Kirchbach (född 1941) |          | 1 april 1999     | 30 juni 2000      | Rudolf Scharping                                                                    |
| 13 | Harald Kujat (född 1942)             |          | 1 juli 2000      | 30 juni 2002      | Rudolf Scharping                                                                    |
| 14 | Wolfgang Schneiderhan (född 1946)    |          | 1 juli 2002      | 26 november 2009  | Rudolf Scharping Peter Struck Franz Josef Jung Karl-Theodor zu Guttenberg           |
| 15 | Volker Wieker (född 1954)            |          | 10 januari 2010  | 19 april 2018     | Karl-Theodor zu Guttenberg Thomas de Maizière Ursula von der Leyen                  |
| 16 | Eberhard Zorn (född 1960)            |          | 19 april 2018    | 16 mars 2023      | Ursula von der Leyen Annegret Kramp-Karrenbauer Christine Lambrecht Boris Pistorius |
| 17 | Carsten Breuer (född 1964)           |          | 17 mars 2023     | Sittande          | Boris Pistorius                                                                     |